# Anton von Braunmühl (Mathematiker)

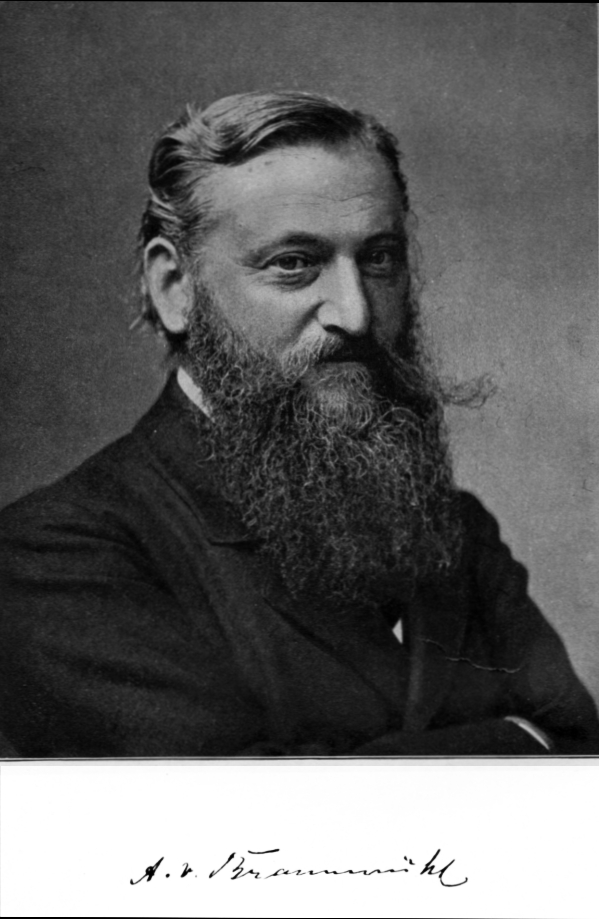
Anton von Braunmühl, vor 1910

Anton von Braunmühl (auch: Johann Anton Edler von Braunmühl; * 22. Dezember 1853 in Tiflis; † 7. März 1908 in München) war ein deutscher  Mathematikhistoriker.

## Leben
Er wurde als Sohn des Architekten Anton von Braunmühl und dessen Ehefrau Anna Maria geb. Schlenz in Tiflis geboren. Nach dem frühen Tod des Vaters 1858 kehrte die Familie nach München zurück. Er studierte ab 1873 Mathematik an der Ludwig-Maximilians-Universität München, u. a. bei Gustav Bauer, Friedrich Narr und Ludwig Seidel; daneben besuchte er Vorlesungen in Kulturgeschichte, Astronomie und Physik. Für einige Semester wechselte er an die Technische Hochschule München zu Johann Nikolaus Bischoff, Alexander Brill und Felix Klein. Wieder an die Ludwig-Maximilians-Universität zurückgekehrt promovierte er dort 1878 bei Ludwig Seidel mit einer Arbeit Über geodätische Linien auf Rotationsflächen.
Von 1877 bis 1888 war er als Gymnasiallehrer am Maximilians-Gymnasium in München und gleichzeitig nach seiner Habilitation 1884 als Privatdozent an der Technischen Hochschule München (heute Technische Universität München) tätig; 1888 wurde er zum außerordentlichen, 1892 zum ordentlichen Professor berufen. 1897 erfolgte seine Aufnahme in die Deutsche Akademie der Naturforscher Leopoldina.
1879 heiratete er Franziska Stölzl; der Ehe entstammen zwei Töchter.
Braunmühl befasste sich vornehmlich mit der Geschichte der Trigonometrie. Seine zum Zeitpunkt seines Todes noch unvollendete Geschichte der Mathematik wurde posthum von seinem Schüler und Wegbegleiter Heinrich Wieleitner fertiggestellt. Um 1900 gehörte er zusammen mit Moritz Cantor, Maximilian Curtze und Siegmund Günther zu den führenden Mathematikhistorikern im deutschsprachigen Raum. Er verfasste die Kapitel Trigonometrie, Polygonometrie, Tafeln im vierten Band der Vorlesungen über Geschichte der Mathematik von Moritz Cantor (1908), der das 18. Jahrhundert behandelt. Er hatte ein mathematikhistorisches Seminar in München, an dem unter anderem Axel Anthon Bjørnbo war, der bei ihm promovierte.

## Schriften (Auswahl)
- Vorlesungen über Geschichte der Trigonometrie. 2 Bände. Teubner, Leipzig 1900–1903;
  - Band 1: Von den ältesten Zeiten bis zur Erfindung der Logarithmen.
  - Band 2: Von der Erfindung der Logarithmen bis auf die Gegenwart.
- Christoph Scheiner als Mathematiker, Physiker und Astronom (= Bayerische Bibliothek. Bd. 24, ZDB-ID 990901-1). Buchner, Bamberg 1891.
- als Herausgeber unter Mitwirkung zahlreicher Fachgenossen mit Walther von Dyck, Felix Klein, Alexander von Brill und Guido Hauck: Katalog mathematischer und mathematisch-physikalischer Modelle, Apparate und Instrumente. Wolf, München 1892–1893.
- Nassîr Eddîn Tûsi und Regiomontan. In: Nova Acta Academiae Caesareae Leopoldino Carolinae Germanicae Naturae Curiosorum. Bd. 71, Nr. 1, 1897, ZDB-ID 210351-5, S. 34–67.
- Beiträge zur Geschichte der Integralrechnung. In: Atti del [2.] Congresso Internationale di Scienze Storiche (Roma, 1-9 Aprile 1903), Bd. 12, 1904, S. 271–284. (Digitalisat Univ. Heidelberg)